# 島根県道205号浅利停車場線
島根県道205号浅利停車場線（しまねけんどう205ごう あさりていしゃじょうせん）は、島根県江津市を通る一般県道である。

## 概要
JR西日本山陰本線 浅利駅から国道9号交点に至る。

### 路線データ
- 起点：江津市浅利町（JR西日本山陰本線 浅利駅前）
- 終点：江津市浅利町（浅利駅前交差点、国道9号交点）

## 歴史
- 1958年（昭和33年）6月13日 - 島根県告示第525号により認定される。
- 1972年（昭和47年）頃 - 現行の県道番号に変更される。

## 地理

### 通過する自治体
- 江津市

### 交差する道路
| 交差する道路 | 交差する場所 | 交差する場所          |
| ------------ | ------------ | --------------------- |
| 国道9号      | 浅利町       | 浅利駅前交差点 / 終点 |

### 沿線
- JR西日本山陰本線 浅利駅